# Langue des signes pakistanaise
La langue des signes pakistanaise (ou Isharon Ki Zubann, Pakistani Sign Language, PSL) est la langue des signes utilisée par les sourds et leurs proches au Pakistan.

## Caractéristiques
Certains chercheurs pensent que la plupart des variétés en Inde et le Pakistan sont des dialectes de la langue des signes indienne, tandis que d'autres croient que certaines variétés doivent être reconnues comme des langues distinctes.
Il existe des variantes dans le vocabulaire selon les régions. La PSL et la langue des signes népalaise sont liées.

## Utilisation
La PSL est surtout utilisée dans les centres urbains. L'Institut national de l'éducation spécialisée (National Institute of Special Education) encourage la méthode pédagogique de la communication totale où la PSL est enseignée.
Un dictionnaire et des ouvrages de grammaire sont édités.